# 东沟镇 (阜宁县)
东沟镇，是中华人民共和国江苏省盐城市阜宁县下辖的一个乡镇级行政单位。

## 行政区划
东沟镇下辖以下地区：
市民社区、新东社区、西城社区、海北社区、永兴社区、硕集社区、公兴社区、黎明村、东南村、沿河村、北堆村、嵩乳村、阜益村、东方村、丁横村、镇南村、永西村、五楼村、官庄村、合心村、兴园村、阳光村、阳河村、双桥村、计桥村、张单村、东崔村、何桥村、崔庄村、射河村、裴桥村、太平桥村、桥东村、双河村、东盛村、青南村、孙利村、青墩村、三益村和北盛村。